# ジェイコブ・バーンズ (野球)
ジェイコブ・アンドリュー・バーンズ（Jacob Andrew Barnes, 1990年4月14日 - ）は、アメリカ合衆国フロリダ州セントピーターズバーグ出身のプロ野球選手（投手）。右投右打。愛称はケイブマン（Caveman）。

## 経歴

### プロ入りとブルワーズ時代

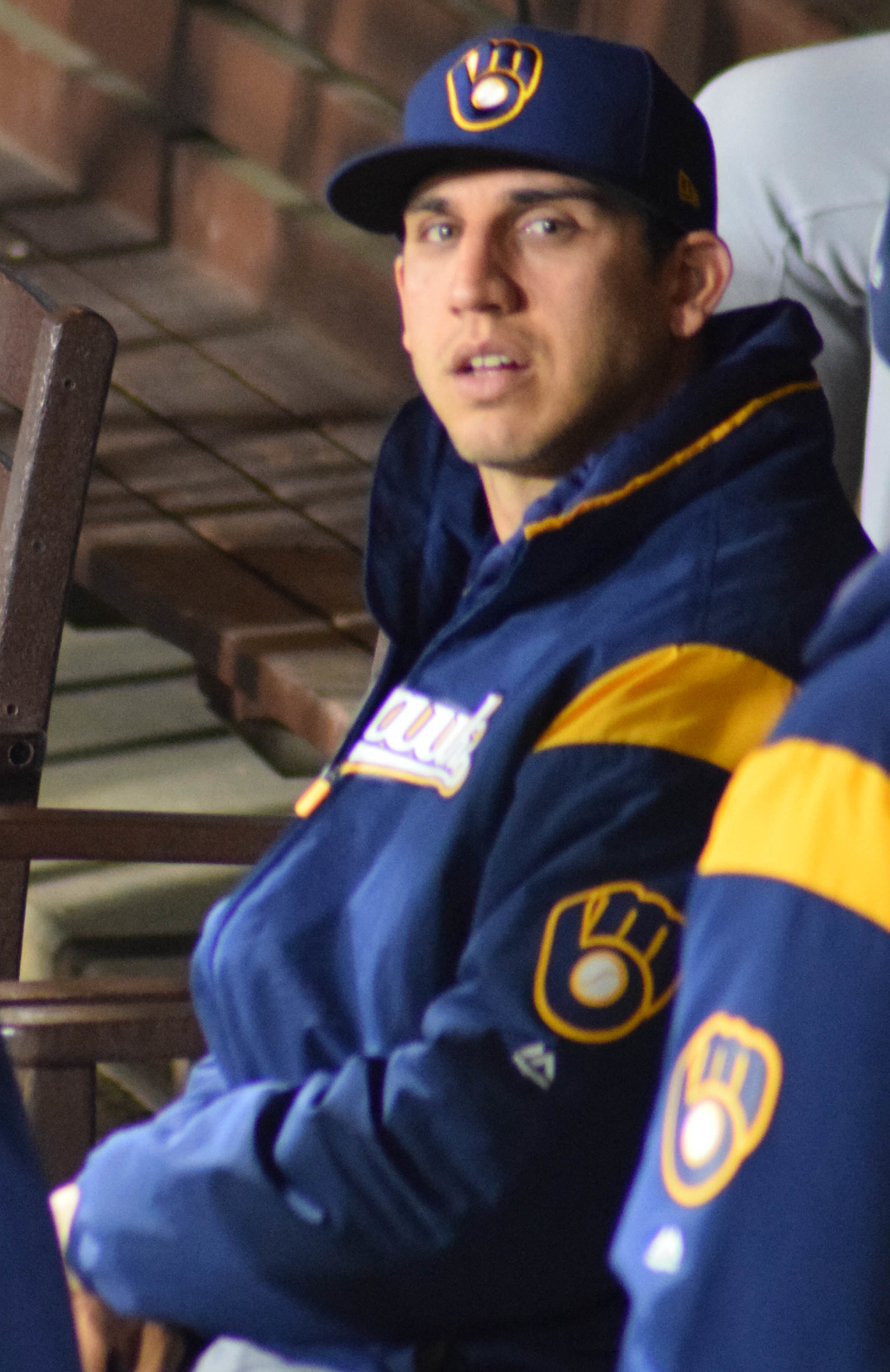
ミルウォーキー・ブルワーズ時代
（2019年5月14日）

2011年のMLBドラフト14巡目（全体431位）でミルウォーキー・ブルワーズから指名され、プロ入り。契約後、傘下のパイオニアリーグのルーキー級ヘレナ・ブルワーズでプロデビュー。18試合に登板して2勝1敗2セーブ、防御率2.12、43奪三振を記録した。
2012年はA級ウィスコンシン・ティンバーラトラーズでプレーし、25試合（先発7試合）に登板して4勝7敗3セーブ、防御率3.84、83奪三振を記録した。
2013年はA+級ブレバード・カウンティ・マナティーズでプレーし、21試合（先発14試合）に登板して9勝6敗、防御率3.08、66奪三振を記録した。
2014年はA+級ブレバード・カウンティとAA級ハンツビル・スターズでプレーし、2球団合計で26試合（先発21試合）に登板して2勝6敗、防御率4.06、83奪三振を記録した。
2015年はAA級ビロクシ・シャッカーズでプレーし、39試合（先発6試合）に登板して4勝5敗、防御率3.36、84奪三振を記録した。オフにはアリゾナ・フォールリーグに参加し、サプライズ・サグアロスに所属した。11月20日にルール・ファイブ・ドラフトでの流出を防ぐためにブルワーズの40人枠入りした。
2016年は開幕をAAA級コロラドスプリングス・スカイソックスで迎え、6月2日にメジャー初昇格を果たした。翌3日のフィラデルフィア・フィリーズ戦でメジャーデビュー。この年メジャーでは27試合に登板して0勝1敗1セーブ、防御率2.70、26奪三振を記録した。
2019年8月1日にDFAとなった。

### ロイヤルズ時代
2019年8月3日にウェイバー公示を経てカンザスシティ・ロイヤルズへ移籍した。オフの11月4日にDFAとなり、6日に自由契約となった。

### エンゼルス時代
2019年12月23日にロサンゼルス・エンゼルスとマイナー契約を結び、2020年のスプリングトレーニングに招待選手として参加することになった。
2020年7月23日にメジャー契約を結んで40人枠入りした。この年メジャーでは18試合に登板して0勝2敗、防御率5.50、24奪三振を記録した。

### メッツ時代
2020年10月30日にウェイバー公示を経てニューヨーク・メッツへ移籍した。
2021年6月14日にDFAとなった。

### ブルージェイズ時代
2021年6月19日にトロイ・ミラーとのトレードで、トロント・ブルージェイズへ移籍した。7月26日にカービー・スニードのメジャー昇格に伴ってDFAとなり、8月2日にマイナー契約で傘下のAAA級バッファロー・バイソンズへ配属された。9月29日に再びメジャー契約を結んでアクティブ・ロースター入りした。レギュラーシーズン終了後の10月20日に再びDFAとなり、22日にFAとなった。

### タイガース時代
2021年12月1日にデトロイト・タイガースとマイナー契約を結び、2022年のスプリングトレーニングに招待選手として参加することになった。
2022年4月6日にメジャー契約を結んで開幕ロースター入りすることが発表された。6月13日にDFAとなり、18日に自由契約となった。

### マリナーズ傘下時代
2022年6月22日にシアトル・マリナーズとマイナー契約を結んだ。加入後は傘下のAAA級タコマ・レイニアーズへ配属され、7月9日にメジャー契約を結んでアクティブ・ロースター入りした。7月11日にDFAとなり、17日にFAとなった。

### タイガース傘下時代
2022年7月26日にタイガースとマイナー契約を結んだ。加入後は傘下のAAA級トレド・マッドヘンズでプレーしていたが、8月26日に自由契約となった。

### ヤンキース時代
2022年8月30日にニューヨーク・ヤンキースとマイナー契約を結んだ。加入後は傘下のAAA級スクラントン・ウィルクスバリ・レイルライダースへ配属され、10月1日にメジャー契約を結んでアクティブ・ロースター入りした。当日に登板して翌2日にDFAとなり、4日にマイナー契約でAAA級スクラントンへ配属された。10月24日にFAとなった。

### レンジャーズ傘下時代
2023年1月26日にテキサス・レンジャーズとマイナー契約を結んだ。AAA級ラウンドロック・エクスプレスで13試合に登板し、0勝1敗1セーブ、防御率2.21という成績を残したが、5月21日に自由契約となった。

### フィリーズ傘下時代
2023年5月30日にフィラデルフィア・フィリーズとマイナー契約を結んだ。AAA級リーハイバレー・アイアンピッグスで11試合に登板し、1勝0敗1セーブ、防御率4.15という成績を残したが、7月10日に自由契約となった。

### カージナルス時代
2023年7月19日にセントルイス・カージナルスとマイナー契約を結んだ。8月22日にメジャー契約を結んでアクティブ・ロースター入りした。オフの10月30日にFAとなった。

### ナショナルズ時代
2024年2月16日にワシントン・ナショナルズとマイナー契約を結んだ。4月23日にメジャー契約を結んでアクティブ・ロースター入りした。オフの10月31日にFAとなった。この年メジャーでは63試合に登板して8勝3敗2ホールド、防御率4.36、55奪三振を記録した。

### ブルージェイズ復帰
2025年2月17日にブルージェイズとマイナー契約を結び、同年のスプリングトレーニングには招待選手として参加した。オープン戦では3月1日からの3登板で炎上するなど、決してアピールに成功したとはいえなかった。それでも3月23日にザック・ポップ、トミー・ナンスらと入れ替わりアラン・ロデン、マイルズ・ストローと共に開幕ロースター入りすることが発表された。
迎えたシーズンでは4月19日までの6試合に登板した。しかし、同日に本拠地にて行われたシアトル・マリナーズ戦でかつて中日ドラゴンズにも在籍したジャリエル・ロドリゲスの後を受けて6番手として登板するも、ロウディ・テレスに決勝となる満塁本塁打を献上して敗戦投手となるなど1回を投げて被安打3、5失点と炎上。翌4月20日にパクストン・シュルツを昇格させることに伴いDFA、2日後にFAとなった。

## 詳細情報

### 年度別投手成績
| 年 度    | 球 団    | 登 板 | 先 発 | 完 投 | 完 封 | 無 四 球 | 勝 利 | 敗 戦 | セ 丨 ブ | ホ 丨 ル ド | 勝 率 | 打 者 | 投 球 回 | 被 安 打 | 被 本 塁 打 | 与 四 球 | 敬 遠 | 与 死 球 | 奪 三 振 | 暴 投 | ボ 丨 ク | 失 点 | 自 責 点 | 防 御 率 | W H I P |
| -------- | -------- | ----- | ----- | ----- | ----- | -------- | ----- | ----- | -------- | ----------- | ----- | ----- | -------- | -------- | ----------- | -------- | ----- | -------- | -------- | ----- | -------- | ----- | -------- | -------- | ------- |
| 2016     | MIL      | 27    | 0     | 0     | 0     | 0        | 0     | 1     | 1        | 0           | .000  | 106   | 26.2     | 24       | 1           | 6        | 1     | 0        | 26       | 2     | 0        | 9     | 8        | 2.70     | 1.13    |
| 2017     | MIL      | 73    | 0     | 0     | 0     | 0        | 3     | 4     | 2        | 25          | .429  | 304   | 72.0     | 57       | 8           | 33       | 4     | 3        | 80       | 6     | 0        | 35    | 32       | 4.00     | 1.25    |
| 2018     | MIL      | 49    | 0     | 0     | 0     | 0        | 0     | 1     | 2        | 4           | .000  | 217   | 48.2     | 51       | 4           | 23       | 2     | 0        | 47       | 4     | 0        | 24    | 18       | 3.33     | 1.52    |
| 2019     | MIL      | 18    | 1     | 0     | 0     | 0        | 1     | 1     | 0        | 1           | .500  | 95    | 19.2     | 22       | 3           | 11       | 1     | 0        | 22       | 1     | 0        | 17    | 15       | 6.86     | 1.68    |
| 2019     | KC       | 15    | 0     | 0     | 0     | 0        | 0     | 4     | 0        | 0           | .000  | 65    | 13.0     | 14       | 4           | 11       | 0     | 0        | 10       | 2     | 0        | 13    | 12       | 8.31     | 1.92    |
| '19計    | KC       | 33    | 1     | 0     | 0     | 0        | 1     | 5     | 0        | 1           | .167  | 160   | 32.2     | 36       | 7           | 22       | 1     | 0        | 32       | 3     | 0        | 30    | 27       | 7.44     | 1.78    |
| 2020     | LAA      | 18    | 0     | 0     | 0     | 0        | 0     | 2     | 0        | 1           | .000  | 78    | 18.0     | 19       | 1           | 4        | 0     | 2        | 24       | 0     | 0        | 13    | 11       | 5.50     | 1.28    |
| 2021     | NYM      | 19    | 0     | 0     | 0     | 0        | 1     | 1     | 2        | 1           | .500  | 79    | 18.2     | 19       | 6           | 5        | 0     | 0        | 18       | 0     | 0        | 13    | 13       | 6.27     | 1.29    |
| 2021     | TOR      | 10    | 0     | 0     | 0     | 0        | 0     | 1     | 0        | 0           | .000  | 49    | 10.0     | 12       | 1           | 6        | 0     | 1        | 15       | 0     | 0        | 7     | 7        | 6.30     | 1.80    |
| '21計    | TOR      | 29    | 0     | 0     | 0     | 0        | 1     | 2     | 2        | 1           | .333  | 128   | 28.2     | 31       | 7           | 11       | 0     | 1        | 33       | 0     | 0        | 20    | 20       | 6.28     | 1.47    |
| 2022     | DET      | 22    | 0     | 0     | 0     | 0        | 3     | 1     | 0        | 2           | .750  | 89    | 20.2     | 23       | 3           | 9        | 0     | 2        | 10       | 1     | 0        | 14    | 14       | 6.10     | 1.45    |
| 2022     | NYY      | 1     | 0     | 0     | 0     | 0        | 0     | 0     | 0        | 0           | ----  | 8     | 1.2      | 2        | 0           | 0        | 0     | 1        | 2        | 0     | 0        | 0     | 0        | 0.00     | 1.20    |
| '22計    | NYY      | 23    | 0     | 0     | 0     | 0        | 3     | 1     | 0        | 2           | .750  | 97    | 22.1     | 25       | 3           | 9        | 0     | 3        | 12       | 1     | 0        | 14    | 14       | 5.64     | 1.43    |
| 2023     | STL      | 13    | 0     | 0     | 0     | 0        | 0     | 1     | 0        | 0           | .000  | 61    | 13.2     | 18       | 1           | 3        | 0     | 1        | 8        | 0     | 0        | 11    | 9        | 5.93     | 1.54    |
| 2024     | WSH      | 63    | 0     | 0     | 0     | 0        | 8     | 3     | 0        | 2           | .727  | 277   | 66.0     | 67       | 10          | 20       | 2     | 0        | 55       | 3     | 0        | 36    | 32       | 4.36     | 1.32    |
| MLB：9年 | MLB：9年 | 328   | 1     | 0     | 0     | 0        | 16    | 20    | 7        | 36          | .444  | 1428  | 328.2    | 326      | 42          | 131      | 10    | 9        | 317      | 19    | 0        | 192   | 171      | 4.68     | 1.39    |

- 2024年度シーズン終了時

### 年度別守備成績
| 年 度 | 球 団 | 投手（P） | 投手（P） | 投手（P） | 投手（P） | 投手（P） | 投手（P） |
| 年 度 | 球 団 | 試 合     | 刺 殺     | 補 殺     | 失 策     | 併 殺     | 守 備 率  |
| ----- | ----- | --------- | --------- | --------- | --------- | --------- | --------- |
| 2016  | MIL   | 27        | 2         | 3         | 1         | 0         | .833      |
| 2017  | MIL   | 73        | 7         | 10        | 3         | 1         | .850      |
| 2018  | MIL   | 49        | 6         | 4         | 3         | 0         | .769      |
| 2019  | MIL   | 18        | 0         | 2         | 0         | 0         | 1.000     |
| 2019  | KC    | 15        | 1         | 3         | 0         | 0         | 1.000     |
| '19計 | KC    | 33        | 1         | 5         | 0         | 0         | 1.000     |
| 2020  | LAA   | 18        | 2         | 1         | 0         | 0         | 1.000     |
| 2021  | NYM   | 19        | 2         | 3         | 0         | 0         | 1.000     |
| 2021  | TOR   | 10        | 0         | 0         | 0         | 0         | ----      |
| '21計 | TOR   | 29        | 2         | 3         | 0         | 0         | 1.000     |
| 2022  | DET   | 22        | 1         | 4         | 0         | 1         | 1.000     |
| 2022  | NYY   | 1         | 0         | 1         | 0         | 0         | 1.000     |
| '22計 | NYY   | 23        | 1         | 5         | 0         | 1         | 1.000     |
| 2023  | STL   | 13        | 1         | 1         | 0         | 1         | 1.000     |
| 2024  | WSH   | 63        | 6         | 2         | 1         | 0         | .889      |
| MLB   | MLB   | 328       | 28        | 34        | 8         | 3         | .886      |

- 2024年度シーズン終了時

### 背番号
- 50（2016年 - 2019年、2022年 - 同年6月12日）
- 40（2020年 - 2021年6月13日）
- 23（2021年6月24日 - 同年終了）
- 68（2022年10月1日）
- 61（2023年）
- 59（2024年）
- 67（2025年 - 同年途中）